# Činiglavci
Činiglavci (cyr. Чиниглавци) – wieś w Serbii, w okręgu pirockim, w mieście Pirot. W 2011 roku liczyła 236 mieszkańców.